# Spodnje Hlapje
Spodnje Hlapje so naselje v Občini Pesnica.